# Rainbow Warrior (videogioco)
Rainbow Warrior è un videogioco d'azione pubblicato nel 1989 per Amiga, Atari ST e Commodore 64 da MicroStyle, un'etichetta della MicroProse nel Regno Unito. Il titolo si riferisce alla Rainbow Warrior, nave simbolo di Greenpeace, che ha supportato ufficialmente il gioco; si tratta infatti del primo videogioco ambientalista mai pubblicato. Al gioco originale è allegato un libretto con informazioni dettagliate sulle reali campagne di Greenpeace.

## Modalità di gioco
Il gioco consiste in sei missioni di salvataggio, affrontabili in qualsiasi ordine, anche in modalità allenamento, più una settima missione accessibile solo se si completano tutte le precedenti. Tutte le missioni sono giochi bidimensionali per giocatore singolo, con visuale di lato, con meccanica di gioco molto differente tra loro. Alcune rappresentano scene più realistiche, altre sono del tutto surreali. Le missioni sono (i nomi cambiano leggermente su C64):
- Dumping at sea: si controllano uno alla volta gli uomini di Greenpeace che, partendo da gommoni, cercano di salire su una nave che scarica rifiuti, difesa dai marinai, per occuparne tutte le gru. La schermata è a scorrimento.
- Blocking pipes: bisogna bloccare delle tubazioni subacquee che scaricano scorie radioattive in mare. I tubi sono nascosti in un labirinto multischermo di rocce sottomarine. Si controlla un delfino, che può farsi seguire automaticamente da un sommozzatore che può bloccare i tubi. I nemici sono varie creature marine mutate, oltre all'esaurimento dell'aria.
- Whales: una specie di clone di Breakout con la racchetta sostituita da un'orca che spara bolle d'acqua. Intanto i nemici cercano di arpionarla e altri oggetti non devono essere colpiti o rigenerano i blocchetti. Gradualmente si scopre un'immagine di sfondo sulle balene.
- Stop seal clubbing: si cammina e salta sopra il ghiaccio polare, in un ambiente multischermo, cercando di spruzzare di vernice i cuccioli di foca prima che i cacciatori li uccidano per le pellicce.
- Acid rain: bisogna scalare delle ciminiere, pattugliate dagli addetti ai lavori, per piazzare in cima le lettere dello striscione Stop acid rain (basta piogge acide). Si basa su uno specifico evento reale organizzato da Greenpeace nel 1984, quando vennero piazzati striscioni su ciminiere nocive in diversi paesi europei[2].
- Ozone: uno sparatutto in cui si lanciano palle di neve contro bombolette spray che attaccano l'ozonosfera. Quando riescono a perforarla scendono getti di radiazioni che possono mutare i pinguini di passaggio in assassini.
- Rainbow Warrior (finale): uno sparatutto a schermata fissa in cui si controlla la Rainbow Warrior che spara a dei bersagli mobili; colpendo i bersagli giusti quando si trovano nei vari punti dello schermo si rivela gradualmente un'immagine di sfondo naturalistica.